# Shobra
Shobra (arabiska: شبرا) är ett av de största distrikten (kism) i centrala Kairo, Egypten. Området består av tre deldistrikt, huvudområdet Shobra som gränsar till Elsahel i norr och Rod El Farag i väst. Dessa gränsar mot Sharabeya i öst, Shobra-tunneln och Kairo centrala järnvägsstation i söder och den senare utgör gränsen mot centrala Kairo. Shobra skall ej förväxlas med det närliggande distriktet Shubra al-Khayma.
Den berömda sångerskan Dalida föddes i området 1933.
Det nuvarande området är tättbefolkat och det beräknas bo cirka 3 miljoner människor i Shobra, inklusive en stor del kopter. Shobra har den största andelen kopter av Kairos distrikt.